# Agathomyia aestiva
Agathomyia aestiva är en tvåvingeart som beskrevs av Kessel 1949. Agathomyia aestiva ingår i släktet Agathomyia och familjen svampflugor.
Artens utbredningsområde är Kalifornien. Inga underarter finns listade i Catalogue of Life.